# Marché du Film
Marché du Film ("Mercado de Filmes", em francês) é um dos maiores e mais importantes mercados de filmes do mundo. Estabelecido em 1959, sua ocorrência é anual, junto com o Festival de Cannes.
Nos anos 2020, mais de 12 500 profissionais da indústria cinematográfica apresentaram cerca de quatro mil filmes e projetos na Marché du Film, gerando acordos multimilionários no total de seiscentos mil a 1 bilhão de dólares. Seu objetivo principal é trazer diferentes nomes da indústria audiovisual para criar conexões e discutir oportunidades de negócios, como colaborações, financiamento e distribuições.

## História

### Estabelecimento e primeiros anos
Antes da criação da Marché du Film, as empresas de produção de filmes alugavam as salas do cinema Antibes para exibir seus filmes, e os produtores e profissionais da área discutiam seus negócios em hotéis e apartamentos que eles alugavam durante o Festival de Cannes. Em 1950, Robert Favre Le Bret, o diretor-executivo do Festival de Cannes, sugeriu incluir um mercado de filmes dentro do festival, mas sua ideia foi rejeitada pois o comitê ressaltou a significância artística e os valores do festival e não queriam misturá-lo com comércio. O Festival de la rue d'Antibes ocorreu paralelamente com o Festival de Cannes por uma década, por vezes com eventos importantes coincidentes. Ao ver o sucesso do mercado de filmes, o comitê do Festival de Cannes finalmente concordou em implementar a ideia. Em 1959, dois membros do Chambre Syndicale des Producteurs de Film Français (francês para Comitê do Sindicato dos Produtores de Filmes da França), Émile Natan e Bertrand Bagge estabeleceram o Marché du Film, com o investimento de André Malraux e Robert Le Bret.
Em 1980, L’Association du Festival (francês para a Associação do Festival) decidiu estabelecer a Secrétariat Général du Marché du Film (francês para a Secretaria-Geral do Mercado de Filmes), chefiada por Michel Bonnet e Marcel Lathière. Eles começaram a preparar o mercado lentamente, ao introduzir tarifas para assinatura de filmes e aluguel de estandes. Porém, até a metade dos anos 90, a maior parte dos acordos eram feitas em reuniões nos hotéis e apartamentos alugados aonde os convidados do festival ficavam. A Marché du Film acontecia no porão do Palais des Festivals et des Congrès. Em 1994, quando Pulp Fiction, dirigido por Quentin Tarantino, lucrou 200 milhões de dólares na bilheteria mundial, soma nunca antes vista em um filme independente, a comunidade de negociantes viu o cinema independente como uma oportunidade de negócios. Em 1995, a Marché du Film era gerenciada por Jérôme Paillard, antigo oboísta profissional, engenheiro de áudio e diretor financeiro da Erato Disques. Foi por sua iniciativa que os eventos do mercado foram movidos para os pavilhões da Promenade de la Croisette e estender a abrangência dos filmes à mostra para além do programa principal de Cannes. Também foi sua ideia publicar os guias do mercado de filmes com as fotos de todos os participantes (o guia foi apelidado de A Bíblia pelos frequentadores do mercado). O número de participantes do mercado em 1995 foi mais de 2 mil.
Em 2018, o Cannesmarket.com foi inaugurado, uma plataforma B2B para membros da indústria cinematográfica que havia surgido dentro da Cinando em 2003. Em 2000, o número de participantes dobrou, e em 2005 o total de participantes foi de oito mil.

### Década de 2010
Em 2012, mais da metade das exibições aconteceram em países europeus. Neste ano, o total de quatro mil filmes foram vendidos na Marché du Film, que estava em sua capacidade máxima.
A Marché du Film moderna é um evento emblemático da indústria cinematográfica global, com um orçamento multimilionário e com 12 mil participantes, 3,2 mil produtores, 1,2 mil agentes  e oitocentos gerentes do festival. Há diversos pavilhões, apelidados de Vila Internacional, espalhados pela La Croisette, e alguns estão em novos locais, como Riviera. O evento também oferece um grande banco de dados sobre detalhes de contatos da indústria, listas de projetos e horários de eventos. Apesar de geralmente não haver a publicação de dados sobre um número significante de acordos feitos nos bastidores, Jérôme Payard estima que o volume total de dinheiro que passa pelo mercado está entre seiscentos milhões e 1 bilhão de dólares.
Em 2016, 11 900 participantes se inscreveram no mercado, com a China quase alcançando os Estados Unidos, França e Inglaterra em número de participantes. Um total de 1426 sessões e 985 longas-metragens aconteceram, com outros 1050 projetos adicionais sendo apresentados. Um dos maiores acordos do ano foi a compra do filme The Irishman, de Martin Scorsese, pela STX Entertainment por 50 milhões de dólares. Um total de 3420 filmes foram comercializados, sendo 1600 europeus e 830 americanos. Os participantes notaram uma tendência cada vez maior de acordos feitos para filmes que estão no início de processo de criação: projetos com o roteiro finalizado e atores e diretores aprovados e com poucas cenas filmadas estão sendo vendidos. Além disso, a parte do mercado dedicada ao DVD e TV a cabo praticamente deixaram de existir.

### Década de 2020
Devido a quarentena causada pela pandemia de COVID-19, Marché du Film 2020 aconteceu online graças a parceria entre a Cinando e a Shift72. Aconteceram mais de 150 eventos, com mais de 250 participantes apresentando nos estandes virtuais.
Em 2021, um dos maiores acordos foi a compra da STX da sequência de Greenland, de Gerard Butler.
Em 2022, Jérôme Paillard introduziu seu sucessor no cargo de diretor do mercado. Guillaume Esmiol é ex-líder de inovação da Groupe TF1 e diretor de marketing da startup Wefound. Paillard e Esmiol foram codiretores da Marché du Film 2022. Em dezembro, Pailard se aposentou. Ainda em 2022, o programa Ucrânia em Foco foi criado, enquanto iniciativas como o Vá a Cannes, Exibição de Documentários de Cannes e Rede de Produtores se dedicaram a projetos ucranianos. Neste ano, a Marché du Film teve um grande foco no cinema da Índia. O número total de participantes foi doze mil, com outros treze mil participando dos eventos online. No geral, houve um declínio nos números em comparação com os tempos pré-COVID.
Guillaume Esmiol se tornou oficialmente o diretor do Marché du Film em 2023, com Jérôme Paillard se aposentando após 27 anos no cargo. O novo lema do evento passou a ser "o coração da indústria cinematográfica". A praia no Palácio dos Festivais e Congressos foi dedicada a novas tendências da indústria, realidade virtual, streaming e aprendizado de máquina. Também foi aberto um clube para os produtores no pátio do palácio.
O Marché du Film 2023 aconteceu entre 16 e 24 de maio, com treze mil convidados. O maior acordo anunciado foi a compra da Netflix dos direitos de distribuição do drama May December, de Todd Haynes.

## Programas
Um número de programas é oferecido pela Marché du Film em benefício dos produtores, diretores, organizadores de festivais, agentes de vendas e outros profissionais da indústria cinematográfica:
Cannes XR
Programa dedicado a tecnologias de entretenimento imersivas.
Cannes Docs
Programa dedicado a documentários. Também é uma plataforma B2B para conectar profissionais da área, promover festivais, empresas ou organizações, expandir redes de contatos e desenvolver projetos.
Cannes Next
Programa dedicado a tecnologias inovadoras na produção de filmes.
Animation Day
Parceria da Marché du Film com o Festival de Cinema de Animação de Annecy dedicado a produção de filmes animados.
Goes to Cannes
Programa que realça projetos em andamento que estão procurando por agentes de vendas, distribuidores ou seleções de festivais.
Frontières
Parceria da Marché du Film com a Fantasia International Film Festival, é um mercado e plataforma de rede de contatos focada especificamente em financiamento de filmes e co-produções entre a Europa e a America do Norte.
Producers Network
Programa que convida mais de quinhentos produtores ao redor do mundo para uma série de encontros e eventos únicos especificamente feitos para criar oportunidades para construir redes de contatos e iniciar coproduções internacionais.
impACT
Iniciativa conjunta da Marché du Film com a Microsoft para promover ética, inclusão, representação e responsabilidade social na indústria cinematográfica.